# جیمز میشل
سرهنگ جیمز الکس میشل (به انگلیسی: James Alix Michel) (زاده ۱۶ اوت ۱۹۴۴) رئیس‌جمهور وقت کشور سیشل از آوریل ۲۰۰۴ تا کنون است. او پیشتر به عنوان معاون رئیس‌جمهور، فرانس آلبرت رنه، از سال ۱۹۹۶ تا ۲۰۰۴ بوده‌است. وی ابتدا به عنوان یک معلم بود، اما در صنعت گردشگری پررونق مجمع الجزایر سیشل شرکت کرد.
از سال ۱۹۷۷ که فرانس آلبرت رنه با یک کودتای بدون خون ریزی برای نزدیک به سه دهه به قدرت رسید، میشل در پست‌های مختلفی حضور یافت.
جیمز میشل قبل از رسیدن به ریاست جمهوری، طولانی‌ترین دوره وزارت را در این کشور عهده دارد بود. وی از سال ۱۹۷۷ تا ۲۰۰۴ در وزارتخانه‌های مختلفی مانند اطلاع‌رسانی، آموزش، مالی، دفاع، فرهنگ و ورزش وزیر بود.
همچنین وی سابقه ۱۶ سال حضور در عرصه نظامی نیز دارد و در سال ۱۹۹۶ با درجه سرهنگی بازنشسته شد. او در سال ۲۰۰۹ به پاس تلاش‌هایش در راه صلح، مدارا و جلب حساسیت جهانی دربارهٔ دولت در حال توسعه جزیره سیشل به دریافت مدال طلای سازمان یونسکو نایل شد.
وی از ۱۶ آوریل ۲۰۰۴ که رئیس‌جمهور سابق، فرانس آلبرت رنه بازنشسته شد، رئیس‌جمهور این کشور شد و در انتخابات ریاست جمهوری سیشل در سال‌های ۲۰۰۶ و ۲۰۱۱ به مدت دو دوره پنج ساله در انتخابات ریاست جمهوری پیروز شد.

## زندگی‌نامه
جیمز میشل تحصیلات دوره متوسطه خود را در شهر ویکتوریای جزیره سیشل در سال ۱۹۵۹ به اتمام رساند و از سال ۱۹۶۰ تا ۱۹۶۱ در دوره تربیت معلم شرکت کرد. پس از اتمام دوره تحصیلی دو سال به تدریس اشتغال داشت و پس از آن وارد تجارت توریسم شد و مدیریت هتلی را بر عهده گرفت.

## فعالیت در احزاب
وی از سال ۱۹۷۴ وارد دنیای سیاست شد و از همان سال تا ۱۹۷۷ یکی از اعضای کمیته اجرایی حزب متحد خلق سیشل (SPUP) که بعدها به جبهه ترقی خواه خلق سیشل (SPPF) تغییر نام داد، بود. در سال ۱۹۷۸ میلادی یکی از اعضای کمیته اجرایی مرکزی حزب SPPF شد. در سال ۱۹۸۴ به معاون دبیرکل حزب ترفیع یافت و در سال ۱۹۹۴ دبیر کل آن شد که تا سال ۲۰۰۹ نیز در این سمت بود تا اینکه در این سال این حزب بار دیگر تغییر نام یافت و با نام «حزب خلق» شناخته شد و جیمز میشل به ریاست آن برگزیده شد.